# Jana Tomečková
Jana Tomečková, dříve Smetková, (* 15. května 1941 Prievidza) je česká herečka, od roku 1970 členka souboru Městského divadla Zlín.

## Život
Narodila se sice na Slovensku, ale vyrůstala v Čechách. Od studentských let tíhla k divadlu. Bez odborné průpravy nastoupila jako devatenáctiletá v roce 1960 do Jihočeského divadla v Českých Budějovicích, kde pobyla jednu sezónu (1960/1961). Další dva roky působila ve Slováckém divadle v Uherském Hradišti (1961/1962 a 1962/1963). Dalších osm let byla členkou souboru Divadla Jiřího Wolkera v Praze. Pražské angažmá jí přineslo první příležitosti v médiích, začala pracovat pro rozhlas, věnovala se dabingu zahraničních filmů. Poprvé se objevila i před filmovou kamerou, a to v dětském snímku Červená kůlna (1968), kde hrála menší roli sekretářky Jany.
V roce 1970 získala angažmá v Divadle pracujících v Gottwaldově, později Městském divadle Zlín, kde ztvárnila více než dvě stovky rolí. V sedmdesátých letech začala znovu točit, lokalizace jejího divadelního angažmá vedla k tomu, že ji oslovovali především tvůrci dětských filmů z gottwaldovského studia, případně točila pro televizi v Brně nebo Ostravě. Od konce osmdesátých let se ve filmu prakticky nevyskytuje, po roce 2000 však přijala několik rolí v televizních seriálech.
Za roli Violet Westonové v inscenaci Srpen v zemi indiánů pod režijním vedením Petra Štindla byla zařazena v kategorii činohra ženy do širší nominace na Cenu Thálie 2016, ale nezískala ji.